# フランコ・バッレリーニ

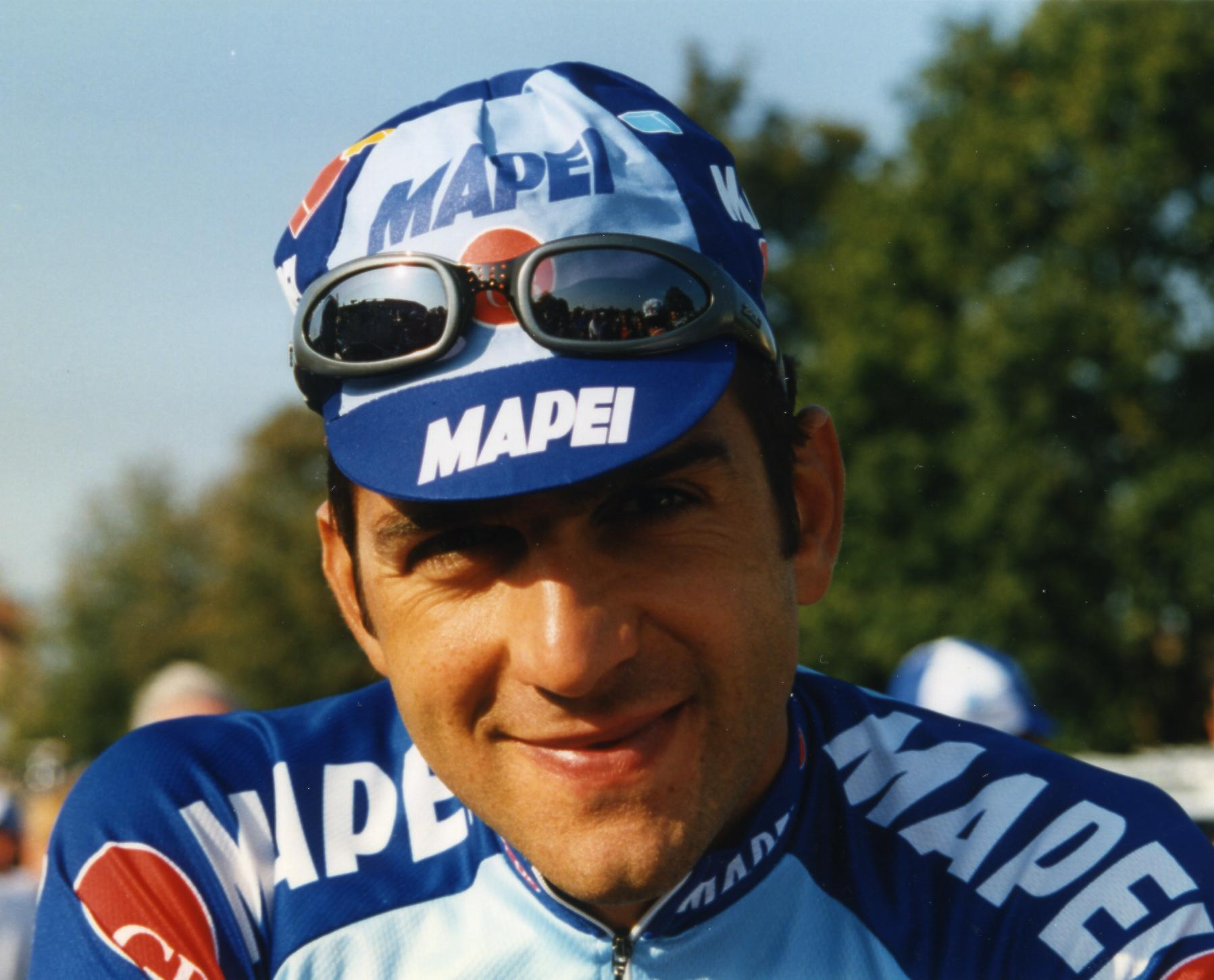
フランコ・バッレリーニ

フランコ・バッレリーニ（Franco Ballerini、1964年12月11日 - 2010年2月7日）は、イタリア、フィレンツェ出身の元自転車競技（ロードレース）選手。

## 経歴
プロ選手年代は、1986年から2001年まで。クラシックレースを中心に、ワンデーレースにおける活躍が目立った。中でも、パリ〜ルーベを2回制覇したことが特筆される。1995年のレースでは、アンドレイ・チミル（2位）、ヨハン・ムセウ（3位）らを破り、1998年のレースでは、アンドレア・タフィ（2位）、ウィルフリート・ペータース（3位）らを破った。パリ〜ルーべではこの他、1993年・2位、1994年・3位の各入賞歴がある。
この他のレースの優勝実績として、1987年のトレ・ヴァッリ・ヴァレジーネ、1990年のジロ・デル・ピエモンテ及びパリ〜ブリュッセル、1995年のオムロープ・ヘット・フォルクなどがある。
引退後は監督としてイタリアナショナルチームを率いた。バッレリーニ体制の下、2002年にマリオ・チポッリーニ、2006年及び2007年にパオロ・ベッティーニ、2008年にアレッサンドロ・バッランが世界選手権・ロードレースを制覇。またペッティーニは、2004年のアテネオリンピック・ロードレースも制覇している。
2010年2月7日、トスカーナ州ピストイア県のラルチャーノで開催された大会でアレッサンドロ・チアルディのナビゲーターとして参加していたが、自動車にはねられ、ピストイアの病院に運ばれたものの間もなく死亡した。45歳だった。
尚、現役時代に長く在籍したマペイ・クイックステップの後身であるドゥクーニンク・クイックステップに所属するイタリア人ライダーダヴィデ・バッレリーニとの血縁関係はない。